# Venus GP
Venus GP (jap. ヴィーナスGP, Vīnasu GP) im Freizeitpark Himeji Central Park (Himeji, Hyōgo, Japan) ist eine Stahlachterbahn vom Modell Custom Looping Coaster des Herstellers Maurer Rides, die ursprünglich am 13. Februar 1996 als Venus in Space World eröffnet wurde. Zur 2007er Saison wurde sie in Venus GP umbenannt. Am 31. Dezember 2017 wurde sie zusammen mit dem Rest des Parks geschlossen. Nach einer Einlagerung im japanischen Rusutsu Resort im Jahre 2019, wurde sie am 16. Juli 2022 im Himeji Central Park wieder eröffnet.
Die 1040 m lange Strecke erreicht eine Höhe von 40 m und besitzt einen Looping, der sich in Space World vor einem Modell-Space-Shuttle befand. Bei einem maximalen Gefälle von 60° erreichen die Züge eine Höchstgeschwindigkeit von 86 km/h und es entwickeln sich 5,2 g.

## Züge
Venus GP besitzt zwei Züge mit jeweils zwölf Wagen. In jedem Wagen können zwei Personen (eine Reihe) Platz nehmen.